# Peter Brook
Peter Stephen Paul Brook (Londres, 21 de marzo de 1925-París, 2 de julio de 2022), conocido como Peter Brook, fue un director de teatro, cine y ópera británico que vivió en Francia desde principios de los años 1970. Fue uno de los directores más influyentes del teatro contemporáneo, con puestas en escena revolucionarias e innovadoras. Fue galardonado con múltiples premios: Tony, Emmy, Laurence Oliver, Praemium Imperiale, Prix Italia, Premio Europa de Teatro y el Premio Princesa de Asturias de las Artes 2019.

## Biografía
Nació en el barrio de Chiswick de la ciudad de Londres, segundo hijo de Simon Brook y su esposa Ida (Judelson), ambos inmigrantes judíos lituanos de Letonia.  Su hermano mayor, Alexis, se convirtió en psiquiatra y psicoterapeuta. Su primo hermano era Valentin Pluchek, director jefe del Teatro Satírico de Moscú.  Brook se educó en la Westminster School, la Gresham's School y el Magdalen College (Oxford), donde estudió idiomas hasta 1945. Brook fue excusado del servicio militar durante la Segunda Guerra Mundial debido a una enfermedad infantil.
Hizo su debut como director en 1945, con apenas 20 años, en Birmingham Rep, después de ser descubierto por Barry Jackson.
Estuvo casado con la actriz Natasha Parry, con quien tuvo dos hijos: el director Simon Brook y la actriz Irina Brook.
Se conoció el 3 de julio de 2022 la noticia de su fallecimiento, ocurrido durante la noche del 2 de julio, según informó su hija, Irina Brook, a través de redes sociales.

## Trayectoria teatral
Sus primeros montajes teatrales fueron aceptados por el público.
Entre 1947 y 1950 fue director de la Royal Opera House. Durante los cincuenta, trabajó en muchas producciones en Europa y Estados Unidos y en 1962 regresó a Stratford-upon-Avon para unirse a la recién establecida Royal Shakespeare Company (RSC). Durante los sesenta, dirigió una gran cantidad de producciones para esta compañía.
En 1968 participó en el taller teatral de Jean-Louis Barrault. Eso le permitió, por primera vez, trabajar con actores de culturas diferentes a la suya, lo cual le impacto mucho. Jean-Louis Barrault lo invitó a formar parte del Teatro de las Naciones en París.
Brook consideraba que el teatro es útil y necesario.

## Traslado a París
En 1970 dio un giro radical en su vida y se mudó a París. 
Pensó que en el teatro, la investigación debía ser puesta a prueba constantemente en la representación y en la actuación. Sostuvo que el teatro debía poner a prueba la representación constantemente para revitalizarse todo el tiempo que quiera y necesite y en las condiciones que quiera y exija. Esto era algo que una compañía profesional no podía afrontar. Por eso, con Micheline Rozan decidió apartarse de la idea de compañía teatral para explorar el teatro a través de una nueva estructura. Para describir lo que pretendían, les pareció apropiado el término «centro».
Obtuvieron fondos de fundaciones internacionales, de la Fundación Ford y la Fundación Anderson de Estados Unidos, de la Fundación Gulbenkian de Europa y el Festival Shiraz de Irán. El espacio físico lo cedió el gobierno francés. Los actores y actrices provenían de todas partes del mundo. Con una serie de actividades superpuestas fundaron primero un centro de investigación y luego un centro de creación. Con este centro internacional, en el cual convergían las más diversas culturas, emprendió largas giras a países lejanos incluyendo India y Afganistán.

«A mí me parece que el hecho de fundar un grupo internacional nos da la oportunidad de descubrir de un modo enteramente novedoso la fuerza de las diferencias entre la gente y lo saludable que dichas diferencias son.»
Peter Brook

En 1972 se fueron de gira por África con unas treinta personas. Estuvieron viajando durante tres meses realizando representaciones en diferentes poblados en Argelia, Nigeria, y lugares donde nunca habían visto un actor ambulante recorriendo el Sahara con un equipo de fotógrafos y filmadores.
Viajó con pequeños grupos, se interesó por la expresión teatral asiática, y luego atravesó África de lado a lado: un reflejo temprano está en su pieza Los ik, de 1975.
Este teatro experimental realizó improvisaciones. Viajaron por África, América y Francia actuando en poblados aislados en le medio del desierto o en poblados con mucha gente, para minorías raciales, niños y ancianos y personas con diversidad funcional. Querían producir cultura, conformar un grupo de experimentación que sirviera de fermento para otros grupos más amplios. Buscaban aquello que otorga vida a una forma de cultura, lo que está detrás de la cultura misma, para lo que consideraba que el actor necesitaba apartarse de los estereotipos de su propia cultura, trabajando al margen de los sistemas básicos de comunicación compartidos basados en palabras compartidas, códigos, hábitos culturales. Buscaban destruir los estereotipos para llegar a formas de expresión en las que el comportamiento del actor sea totalmente impredecible. No se trataba de una síntesis de los intercambios sino del contraste y la diversidad que conduce a la aparición de una creación completamente nueva, donde cada actor mantiene su identidad mientras se mezcla con otros y participa de una creación conjunta enteramente propia y nueva. Creatividad colectiva que, de ser sincera, podría ser percibida por cualquier espectador, una diversidad que sea espejo del público.
Sus mayores éxitos fueron sus originales escenificaciones de obras de Shakespeare —como Romeo, Lear, Timón de Atenas, El sueño de una noche de verano, Medida por medida, o La tempestad (ya en 1968, que rehízo en 1990)— o su experiencia con el Teatro de la Crueldad que culmina con su escenificación de Marat/Sade (1964) de Peter Weiss, o grandes puestas en escena personales, como El Mahabharata (1987).
Su trabajo incluyó, además, obras de Jarry, Chéjov (El jardin de los cerezos), Genet (El balcón) o Beckett (Días felices), creaciones a partir del neurólogo Oliver Sacks, piezas sencillas tomadas del mundo africano (que ha prodigado en los últimos años), óperas de Debussy (Pelleas) o de Bizet (La tragedia de Carmen, 1982). En 1980, estuvo en Buenos Aires para estrenar su película Encuentros con hombres notables (1979) consiguiendo que se estrenara en su versión completa sin censura alguna.
El ideal expresado en su libro más antiguo y difundido, El espacio vacío, se fue plasmando de muy diversos modos, si bien en sus últimas piezas el despojamiento ha sido radical. Fue un creador que parte del teatro más elemental basado en gestos, decorados, movimientos, diálogos rápidos: Je me rapelle, Woza, Albert, El traje, Warum, warum (2008) y también en una pieza sobre Dostoyevski con mucho texto, El gran inquisidor.
Muchas de sus obras han podido verse en España y además él mismo se ocupó de filmar varias de sus representaciones, lo que le ha acercado al público. Así, con Marat/Sade La tragedia de Carmen, El Mahabharata.
Fue director del Centro Internacional para la Investigación Teatral en París. Sus representaciones se llevaron a cabo en un teatro quemado que él descubrió, al lado de la Estación de París Norte: Les Bouffes du Nord, donde desarrolló su tarea durante cuarenta años, no sin viajar al extranjero con su grupo de actores de las más diversas procedencias (africanos, japoneses, europeos).

## Premios
- Fue nominado para el Tony en 1959 por La visita de la vieja dama de Friedrich Dürrenmatt.
- Fue nominado para el Tony en 1961 como mejor director musical por Irma la Douce.
- Ganó el Tony como mejor director dramático por Marat/Sade en 1966.
- Ganó el Tony como mejor director por Sueño de una noche de verano de William Shakespeare.
- En 1984 recibió el Laurence Olivier Especial.
- En 1988 recibió el Circle Theatre Award (Drama Theatre Award) del London Critics como mejor director por The Mahabharata.
- En 1989 recibió el Premio Europa de Teatro.[19]
- En 1994 recibió el Premio Laurence Olivier por su contribución al teatro británico.[14]
- En 2019 recibe el Premio Princesa de Asturias de las Artes.[20]

## Cine
- The Beggar's Opera, 1953
- Moderato cantabile, 1960
- Lord of the Flies (El señor de las moscas), 1963
- Ride of the Valkyrie (Cabalgata de las valquirias), 1967
- Marat/Sade, 1967
- Tell Me Lies, 1968
- King Lear (Rey Lear), 1971
- Meetings with Remarkable Men (Encuentros con hombres notables), 1979
- La tragédie de Carmen (Carmen), 1983

## Miniseries de televisión
Como director:
- ITV Play of the Week
- Heaven and Earth, 1957
- Hamlet, 1956
- Mesure pour mesure (Medida por medida), 1979
- La cerisaie, 1982
- The Mahabharata, 1989: – Exile in the Forest – Game of Dice– War

- La tragedia de Hamlet, 2002

Como guionista:
- The Tightrope
- The Tragedy of Hamlet, 2002
- The Mahabharata, 1989
- El amor de Swann, 1984
- La tragedia de Carmen, 1983
- Meetings with Remarkable Men, 1979
- King Lear, 1971
- Tell Me Lies, 1968
- Ride of the Valkyrie, 1967
- Puhelinkioski, 1964
- Lord of the Flies, 1963
- ITV Play of the Week, Heaven and Earth, 1957
- Telefonboksen, 1956
- Appointment with Drama, 1955
- The Birthday Present, 1955
- Wednesday Theatre, Box for One, 1953
- Box for One, 1949

## Libros
- El espacio vacío, Península, 2001, or. 1968.
- Hilos de tiempo, Siruela, 2003, or. 1998; recuerdos.
- Más allá del espacio vacío, escritos sobre teatro, cine y ópera (1947-1987), Alba, 2001.
- La puerta abierta: reflexiones sobre la interpretación y el teatro, Alba, 2002.
- Conversaciones con Peter Brook, 1970-2000, Alba, 2005, or. 2003.